# Acylace
Acylace (také se používá označení alkanoylace) je chemická reakce, při které dochází k připojení acylové skupiny na chemickou sloučeninu. Sloučenina sloužící jako zdroj acylové skupiny se nazývá acylační činidlo.
Protože vytvářejí s některými kovovými katalyzátory silné elektrofily, tak se jako acylační činidla často používají acylhalogenidy, například při Friedelově–Craftsově acylaci může být použit acetylchlorid (ethanoylchlorid), CH3COCl, jako zdroj acylu, a jako katalyzátor například chlorid hlinitý, AlCl3, k navázání acetylové skupiny na benzen:
Tato reakce patří mezi elektrofilní aromatické substituce.
Kromě acylhalogenidů se také používají anhydridy karboxylových kyselin; v některých případech mohou podobnou reaktivitu mít také aktivní estery. Všechny tyto sloučeniny vytvářejí amidy a alkoholy, ze kterých lze nukleofilní acylovou substitucí získat estery.
Acylace mohou být použity k zabránění přesmykovým reakcím často se objevujícím při alkylacích. Po provedení acylace se vzniklý karbonyl odstraní Clemmensenovou redukcí nebo podobným procesem.

## Acylace v biochemii
Acylace bílkovin je druh posttranslační modifikace spočívající v navázání funkční skupiny přes acyly. Acylace bílkovin byla identifikována jako mechanismus ovlivňující biologickou signalizaci.
Významným druhem této reakce je acylace mastnými kyselinami, kdy se na některou z aminokyselin (například myristoylace, palmitoylace nebo palmitoleoylace).
Acylace bílkovin se účastní různé druhy mastných kyselin.
Při palmitoleoylaci se kyselina palmitoolejová kovalentně navazuje na serinové nebo threoninové zbytky.
Palmitoleoylace řídí funkci Wnt proteinů.